# Deringer
Deringer (tudi Derringer) je žepna pištola velikega kalibra s kratko cevjo.
Ime je dobila po ameriškem izdelovalcu orožja Henryju Deringerju (1786-1868), ki je razvil kratko velikokalibersko pištolo z eno cevjo. Polnila se je od spredaj, vžig je bil s strelnimi kapicami. Od leta 1852 do leta 1868 je izdelal približno 15.000 kosov. Pištole so imele kaliber od .33 (8 mm) do .51 (12,95 mm) in cev, dolgo od 1 cole (25 mm) do 4 col (102 mm). S tako pištolo kalibra .44 je John Wilkes Booth 14. aprila 1865 ustrelil predsednika ZDA Abrahama Lincolna.
Kasneje se je ime deringer uporabljalo za vse eno- ali dvocevne pištole s kratko cevjo in velikim kalibrom. Najbolj znani modeli imajo dve cevi (ena nad drugo), naboji se vlagajo od zadaj tako, da se pištola prelomi (kot pri lovskih dvocevkah). Zaradi nenatančnosti in majhnega dosega je primerna samo za streljanje od blizu.
V klasičnih vesternih spada v obvezno opremo poklicnih kvartopircev.